# Gewiss-Bianchi

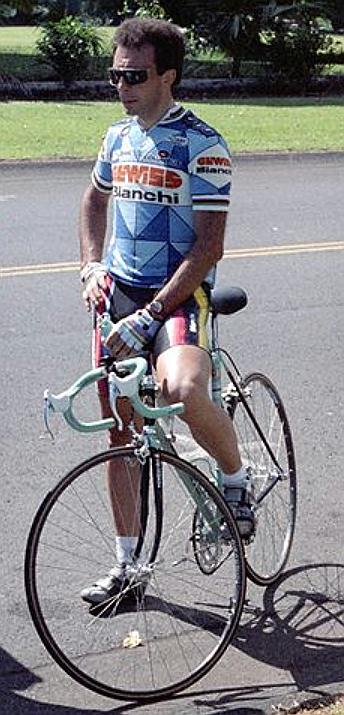
Moreno Argentin al 1987

El equipo Gewiss-Bianchi, conocido anteriormente como Magniflex, San Giacomo o Sammontana fue un equipo ciclista italiano, de ciclismo en ruta que compitió entre 1973 a 1989.
No se tiene que confundir con los equipos Sammontana, Magniflex-Famcucine, Magniflex-Olmo, Magniflex-Centroscarpa o Gewiss-Ballan.

## Corredor mejor clasificado en las Grandes Vueltas
| Año  | Giro de Italia                | Tour de Francia | Vuelta a España        |
| ---- | ----------------------------- | --------------- | ---------------------- |
| 1973 | 27.º Silvano Schiavon         | -               | -                      |
| 1974 | 10.º Gösta Pettersson         | -               | -                      |
| 1975 | 5.º Giuseppe Perletto         | -               | 7.º Giuseppe Perletto  |
| 1976 | 7.º Alfio Vandi               | -               | -                      |
| 1977 | 4.º Alfio Vandi               | -               | 7.º Gary Clively       |
| 1978 | 7.º Alfio Vandi               | -               | -                      |
| 1979 | 7.º Fausto Bertoglio          | -               | -                      |
| 1980 | 9.º Roberto Visentini         | -               | 15.º Roberto Visentini |
| 1981 | 6.º Roberto Visentini         | -               | -                      |
| 1982 | 38.º Moreno Argentin          | -               | -                      |
| 1983 | 17.º Gianbattista Baronchelli | -               | -                      |
| 1984 | 3.º Moreno Argentin           | -               | -                      |
| 1985 | 4.º Tommy Prim                | -               | -                      |
| 1986 | 12.º Alessandro Paganessi     | -               | -                      |
| 1987 | 20.º Emanuele Bombini         | -               | Abandono               |
| 1988 | 19.º Alberto Volpi            | -               | -                      |
| 1989 | 15.º Moreno Argentin          | -               | -                      |

## Principales resultados
- Giro del Vèneto: Alfio Vandi (1976), Jesper Worre (1983), Moreno Argentin (1984, 1988)
- Giro de Toscana: Giuseppe Perletto (1978), Renato Piccolo (1987)
- Semana Siciliana: Moreno Argentin (1984), Bruno Leali (1989)
- Lieja-Bastogne-Lieja: Moreno Argentin (1985, 1986, 1987)
- Vuelta en Dinamarca: Moreno Argentin (1985)
- Vuelta a Llombardia: Moreno Argentin (1987)
- Vuelta en Suecia: Jesper Worre (1988)
- Gran Premio del lado de Argòvia: Paolo Rosola (1989)

### A las grandes vueltas
- Giro de Italia
  - 17 participaciones (1973, 1974, 1975, 1976, 1977, 1978, 1979, 1980, 1981, 1982, 1983, 1984, 1985, 1986, 1987, 1988, 1989)
  - 26 victorias de etapa:
    - 1 el 1976: Daniele Tinchella
    - 4 el 1977: Wilmo Francioni (2), Giancarlo Tartoni, Giuseppe Perletto
    - 2 el 1978: Giuseppe Martinelli, Giuseppe Perletto
    - 1 el 1979: Giuseppe Martinelli
    - 1 el 1980: Giuseppe Martinelli
    - 2 el 1981: Moreno Argentin (2)
    - 1 el 1982: Moreno Argentin
    - 2 el 1983: Moreno Argentin (2)
    - 2 el 1984: Moreno Argentin (2)
    - 2 el 1985: Paolo Rosola (2)
    - 6 el 1987: Moreno Argentin (3), Paolo Rosola (3)
    - 2 el 1988: Paolo Rosola (2)

  - 0 clasificación finales:
  - 3 clasificaciones secundarias:
    - Clasificación de los jóvenes: Alfio Vandi (1976), Alberto Volpi (1985)
    - Gran Premio de la montaña: Claudio Bortolotto (1980)

- Tour de Francia
  - 0 participaciones

- Vuelta a España
  - 4 participaciones (1975, 1977, 1980, 1987)
  - 13 victorias de etapa:
    - 6 el 1975: Marino Basso (6)
    - 1 el 1977: Giuseppe Perletto
    - 3 el 1980: Roberto Visentini (2), Giuseppe Martinelli
    - 3 el 1987: Roberto Pagnin (2), Paolo Rosola

  - 0 clasificaciones secundarias: